# シュート (サッカー)

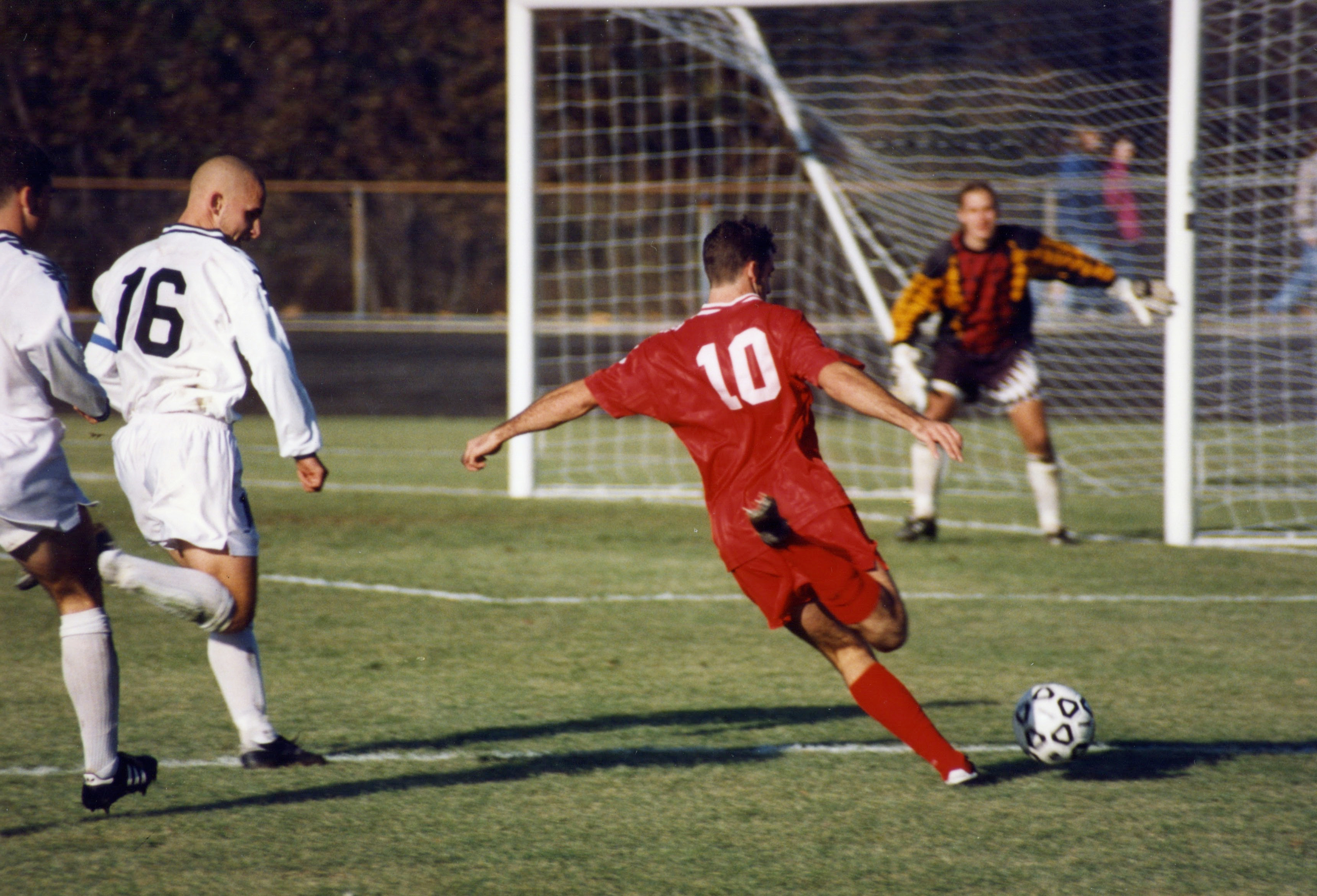
シュートを撃つ選手

サッカーにおけるシュートとは、得点することを目的にゴール内へ向かってボールを運ぶことを指す。

## 概要
足でボールを蹴るキックによるシュートと、頭でボールをゴールへ叩き込むヘディングシュートが一般的である。センタリングされたボールの飛ぶ角度を変えるだけの場合には、反則となる手・腕以外のあらゆる部位を使うことがあり、センタリングを胸でトラップしてそのままゴールに入れて得点することもある。
より的確なシュートを撃つには、相手チームのディフェンダーに体を寄せられても体勢を崩さないボディバランスや、崩れた体勢からでもシュートを決めるテクニックが必要である。味方選手からのパスをうまくトラップしたり、オフ・ザ・ボールの動きによってフリーの状態を作ったりして、シュートを撃ちやすい体勢を作ることも重要である。またゴールキーパーと1対1の状況では、キーパーが飛び出してきても慌てずにシュートを決める冷静さも重要である。

## シュートの種類

### シュートの距離による分類
ミドルシュート
ペナルティエリア外やライン上付近から放たれるシュート。難易度はさほど高くないものの、相手にバランスを崩されても打てるフィジカルな強さ、正確に相手選手の間を射抜く能力が求められる。相手の守備が堅い場合、状況を打破する目的で撃つこともある。
ロングシュート
ペナルティエリアの遥か外、ゴールから30mを超えるような長距離から放たれるシュート。通常のシュートよりゴールとの距離が遠いのでシュートが決まる確率は低くなるが、決まれば試合の局面を変えることができる。また、ゴール前の守備を固められた場合でも、その外から直接、得点を狙うことができる。ディフェンスラインが極端に下がってゴール前を固めているときなどに有効であり、下がっているディフェンスラインを引きずり出す効果なども期待できる。ボールを足に正確に当てる技術だけではなく、強い脚力とそれを抑えるための上半身の筋力が必要となるので、体格が小さい日本人には不得意な技だといわれている。最近では、ボールにうまくミートさせて、ぶれながら落ちたり、ボールが伸びたり、軌道の予測がつかない無回転シュートを多用する選手が増えている。ゴールキーパーがあまりにも前がかりになっていたり片側に寄っているときなどに、ゴールキーパーの隙を突いて放たれることが多い。稀にハーフウェイライン付近の40mにも及ぶ長距離からシュートが決まることもある。

### シュートの軌道による分類
ループシュート
飛び出してきたゴールキーパーの頭上を越すように山なりの軌道を描いて放たれるシュート。積極果敢にシュートを防ごうと前に飛び出してくるゴールキーパーに対して有効である。難易度は高くないものの、キーパーが来ても動じない冷静さが必要となる。ロビングシュートと表記されることもある。
ドライブシュート
激しい縦回転のかかった強いシュートであり、ゴール手前で鋭く落ちる。遠い距離からゴールキーパーの頭上を狙って放たれたりする。足の甲（インステップ）でボールを後方下部から前方へ蹴り上げ、前方へ回転させるように脚を振り抜く。充分な縦方向への変化を得るには強いキックと距離が必要であり、ロングレンジのシュートに適する。足首に力を入れて固定して蹴るキックとは異なり、回転をかける際は足首のスナップを利かせ、インパクトの瞬間に（気持ち）足首を押し出すようにする。ボールが地面に接している状態では蹴りにくいので、トラップなどをして身体の正面でボールを浮かせた状態にした後、下からすくい上げるように蹴ると回転がかかりやすい。漫画・アニメ『キャプテン翼』の主人公大空翼の得意技として有名である。
無回転シュート　
ほとんど回転のないシュートであり、軌道が不規則に変化するのでキーパーが取りにくい。原理的には野球のナックルボールと同様であるといわれ、空気抵抗を受けやすいので軌道が揺れるように変化する特性をもつ。ブレ球（ぶれだま）ともいわれ、ゴールキーパーに取られにくい。ある程度、距離が離れていたほうが変化が表れやすいので、ミドルシュートやフリーキックなどで使用する選手が多い。
グラウンダーシュート
地面すれすれ、あるいは地面を転がるシュート。強い力や高い技術を必要としないので、初心者が簡単に打てるシュートでもある。威力は高くないものの、相手キーパーを欺くことができるので、プロの試合でも使用されることがある。

### シュートする姿勢による分類
ダイレクトシュート
パスやこぼれ球などをトラップせずにそのまま撃つシュート。トラップをしないのでボールコントロールが難しい。高威力であり予想しづらいので、キーパーは止めにくい。
ボレーシュート
空中に浮いているボールをシュートすること。味方からのパスをトラップせずにダイレクトに打つシュート。最近は誤用されやすい言葉。
ジャンピングボレー
空中に浮いているボールをジャンプして撃つボレーシュート。
オーバーヘッドシュート
空中に浮いているボールを、ゴールに背を向けた状態から後ろに倒れ、体を逆さまにした状態で上げた足によって放つボレーシュート。危険な上に、高い身体能力を必要とし、非常に難易度が高い。振り上げた足を戻して逆の足を振り上げる動作が自転車（バイシクル）を漕ぐ動作に似ていることから、バイシクルシュートとも呼ばれる。ゴールに対して背中を向けていても打てる利点がある。

### ボールを扱う部位による分類
ヘディングシュート
頭で撃つシュート。高い打点から地面に叩きつけるように撃つと非常に角度のあるシュートになり、ゴールキーパーに取られ難い。長身のディフェンダーの選手の中に得意な選手が多く、コーナーキックのときなどはディフェンダーの選手でもゴール前に上がってきて得点を狙うことが多い。
ダイビングヘッド
クロスボールなどに飛び込んで（ダイビングして）撃つヘディングシュート。
スコーピオンシュート
前に倒れこみながら踵で放つボレーシュート。かかとを蠍（スコーピオン）の尻尾に例えている。
スライディングシュート
パスなどのボールに足から滑り込んで（スライディングして）撃つシュート。

## シュートに関する用語
キックフェイント
シュートを撃つふりをして途中で足を止めること。
シュートブロック
足を出したり、体を投げ出したりしてシュートを止めること。
ハットトリック
同じ選手が1試合で3得点すること。厳密には3連続得点することであり、失点を挟んだものとは区別される。
オウンゴール
ミス（ディフェンダーに当たったボールが跳ね返る）などによって自陣のゴールにボールを入れてしまい、相手の得点になること。かつては自殺点と呼んでいた。
枠内シュート (Shot on goal)
ゴールの枠内へ飛んだシュート、またはその本数。
枠外シュート (Shots wide)
ゴールの枠外へ飛んだシュート、またはその本数。
ブロックされたシュート (Shots blocked)
ゴールキーパーにブロックされたシュート、またはその本数。
ゴールパフォーマンス
ゴールシュートで得点を決めた側のチームが行うパフォーマンス。